# Jordi d'Ornós
Jordi d'Ornós (Perpignano, 1380 circa – Carpentras, novembre 1452) è stato uno pseudocardinale francese.

## Biografia
Nacque a Perpignano attorno al 1380.
L'antipapa Felice V lo elevò al rango di cardinale nel concistoro del 2 ottobre 1440.
Morì nel novembre 1452 a Carpentras.